# آن دونيلي (رسامة)
آن دونيلي (بالإنجليزية: Anne Donnelly)‏ هي رسامة أيرلندية، ولدت في 1932 في بلفاست في المملكة المتحدة.